# Ercole Rezza
Ercole Rezza (Genova, 1813. – Firenca, ?), urednik i tiskar, osnivač riječke tiskare Libreria Rezza Editore. Obrazovanje stječe u Trstu, a u Rijeku dolazi 1848. godine. Litografski zavod otvara 1854. g., a vlastitu tiskaru 1856. te nastavlja knjižarsku djelatnost pod imenom Libreria Rezza Editrice. Već 1857. vlasnik je posudbene knjižnice (biblioteca circolante) s oko 5000 naslova. 
Tiskara je posjedovala tri tiskarska stroja i prešu, litografiju s dva stroja i cilindrom i osamnaestero zaposlenih. U razdoblju od 1856. do 1862. razvio je bogatu tiskarsko-nakladničku djelatnost: objavljuje literarne časopise, beletrističke i školske knjige, brošure i druge publikacije na talijanskom, hrvatskom i njemačkom jeziku. Tiska i za potrebe čitatelja izvan Rijeke, za Zagreb i Istru.
Početkom lipnja 1857. godine Ercole Rezza pokreće novine L'Eco di Fiume. Novine su izlazile tri puta tjedno, a bile su neslužbeno glasilo talijanske iredente. Godine 1859. uspostavio je svakodnevnu telegrafsku službu iz Beča, Trsta i Venecije. Ubrzo su te novine bile zabranjene, no Rezza pokreće dnevnik Gazzetta di Fiume, kojemu je bio glavni urednik. Godine 1862. tiskaru preuzima njegov tajnik Carlo Huber, koji se udružuje s Emidiom Mohovichem i njih dvojica utemeljuju Stabilimento tipografico Fiumano (»Riječki tiskarski zavod«). U ožujku 1864. Mohovich otkupljuje Huberov dio, a Rezza Huberu prodaje svoju knjižaru i posudbenu knjižnicu te s obitelji napušta Rijeku i odlazi u Firenzu.